# Blake Reynolds
Blake Andrew Reynolds (Jackson, 30 ottobre 1996) è un ex cestista statunitense.

## Palmarès
- Coppa di Polonia: 1

Zielona Góra: 2021
- Supercoppa polacca: 1

Zielona Góra: 2020